# Zecenarro
El apellido Zecenarro es un nombre de familia originario del territorio Euskal Herria. El lingüista vasco Koldo Mitxelena describe su origen en las palabras del idioma euskera Ezen / Zezen, 'Toro', y Arro, 'cuenca de arroyo, río o barranco'. La grafía Arro podría corresponder también a hueco u orgulloso.
El apellido y sus variaciones (Ecenarro, Ezenarro, o Zezenarro) está incluido en el Nomenclátor de Apellidos Vascos de la Euskaltzaindia, y la Edición digital de Apellidos vascos de 2005, Euskal Deiturak, de la Real Academia de la Lengua Vasca.
Lo incluye también don Isaac López de Mendizábal en su obra La Sufijación en la Toponimia Vasca.
El apellido Zecenarro proviene de la villa de Zestona, partido de Azpeitia (Guipúzcoa, País Vasco, España). Una de sus ramas fundó nueva casa en el lugar de Aizarna, del Ayuntamiento de Zestona.
Parte de la familia emigró al Nuevo Mundo durante la época de la conquista y la expansión colonial española en los siglos XVI y XVII. Dado que eran hidalgos, tomaron encomiendas en la parte del sur de Perú, Brasil y Argentina, todos en la actualidad con mayor presencia indígena, además de participar en diversas misiones militares y participar en la fundación de nuevas ciudades.[cita requerida]